# Casa torre dei Boateri
La casa torre dei Boateri è una costruzione medioevale che si innalza in via Calvi, nel centro storico di Mantova.

## Storia
Intorno al 1284 appartenne alla ricca famiglia Boateri, che possedeva nell'antica contrada di Santa Maria della Carità parecchi edifici.
Risulta essere l'unica casa torre ancora oggi abitata.